# Varicorhinus macrolepidotus
Varicorhinus macrolepidotus är en fiskart som beskrevs av Pellegrin 1928. Varicorhinus macrolepidotus ingår i släktet Varicorhinus och familjen karpfiskar. IUCN kategoriserar arten globalt som livskraftig. Inga underarter finns listade i Catalogue of Life.